# Lupin Hassei
Rupan Hassei (ルパン8世? lett. "Lupin ottavo") è un manga giapponese, spin-off di Lupin III ambientato nella Parigi del XXII secolo ed incentrato su un personaggio immaginario discendente di Arsenio Lupin III, il ladro ideato da Monkey Punch. Nella serie compaiono anche i discendenti dei principali comprimari di Lupin III: Goemon, Jigen, Fujiko e Zenigata.

## Storia editoriale
Nel 1982, i produttori della seconda serie di Lupin III sfruttarono il successo del ladro gentiluomo creando un anime sul futuro della dinastia del personaggio: nacque così una nuova serie, Lupin VIII. I lavori vennero però fermati a causa degli eredi di Maurice Leblanc i quali impedirono l'uso del nome di Lupin in un nuovo progetto, in quanto vollero più soldi di quanto i coproduttori francesi fossero disposti a pagare.
La serie fu comunque trasposta in un manga, disegnato da Kon Oriharu e composto da sei capitoli, pubblicato nel 1982 sulla rivista Hyakuten Comic della casa editrice Futabasha e poi raccolto in un unico tankōbon nel dicembre dello stesso anno.
L'episodio pilota dell'anime è stato incluso come OAV nella prima tiratura in edizione limitata della raccolta Rupan Sansei - Master File (2012).

## Volumi
| Nº | Titolo italiano (traduzione letterale) Giapponese 「Kanji」 - Rōmaji | Data di prima pubblicazione | Data di prima pubblicazione |
| Nº | Titolo italiano (traduzione letterale) Giapponese 「Kanji」 - Rōmaji | Giapponese                  |                             |
| 1  | Lupin VIII 「ルパン8世」 - Rupan Hassei | dicembre 1982               |                             |
| 1  | Capitoli (traduzioni letterali dei titoli) - 1. L'uomo dal passato (過去から来た男?, Kako kara kita otoko) - 2. Proteggi il fuoco di cristallo (炎の水晶をまもれ?, Honō no suishō o mamore) - 3. Mostro, caos (妖怪カオス?, Yōkai kaosu) - 4. Beta MAD Machine (ベータＭＡＤマシン?, Bēta MAD Mashin) - 5. Mecha ninja Hanzō (メカ忍者半蔵?, Meka ninja Hanzō) - 6. Cambiamento di personalità (人格てんかん機?, Jinkaku tenkan ki) |                             |                             |